# 博利根

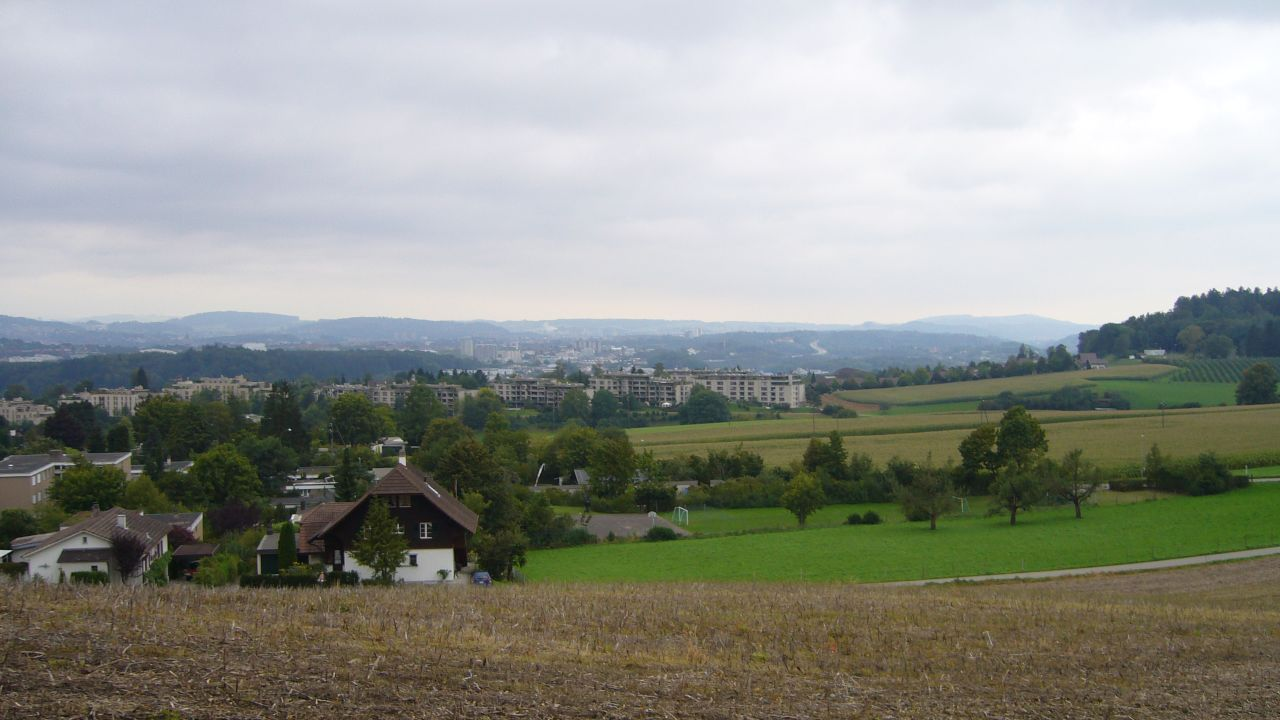

博利根是瑞士的城鎮，位於該國中部，由伯恩州負責管轄，面積16.56平方公里，海拔高度578米，2011年人口6,035，六成半人口信奉基督教，人口密度每平方公里364人。